# 7320 Potter
7320 Potter (1978 TP6) là một tiểu hành tinh vành đai chính được phát hiện ngày 2 tháng 10 năm 1978 bởi L. V. Zhuravleva ở Đài vật lý thiên văn Crimean.